# Christine Schneider (Politikerin)

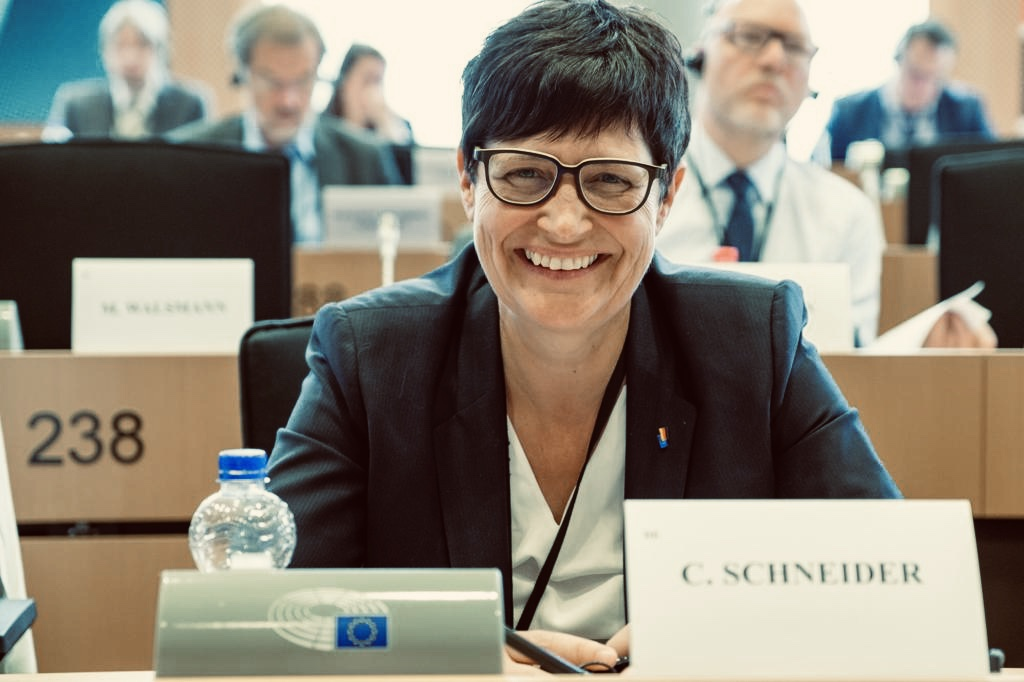
Christine Schneider MdEP, 2019

Christine Schneider (* 5. Juni 1972 in Landau in der Pfalz) ist eine rheinland-pfälzische Politikerin (CDU). Seit 2019 ist sie Mitglied des Europäischen Parlaments als Teil der CDU/CSU-Gruppe in der EVP-Fraktion im Europäischen Parlament. Zuvor war sie von 1996 bis 2019 Mitglied des rheinland-pfälzischen Landtages.
Innerhalb der CDU/CSU-Gruppe der EVP-Fraktion im Europäischen Parlament ist sie als rheinland-pfälzische Wahlkreisabgeordnete zuständig für den Bezirk Rheinhessen-Pfalz und Ansprechpartnerin für die Belange des Saarlandes.

## Leben und Politik

### Ausbildung und Beruf
Nach ihrem Abitur am Max-Slevogt-Gymnasium in Landau erlernte Schneider den Beruf der Tischlerin bei der Schreinerei Blumeyer in Maikammer. Anschließend begann sie ein Studium an der Berufsakademie in Mosbach mit der Fachrichtung Holztechnik.

### Partei
1989 wurde Schneider Mitglied der Jungen Union Südliche Weinstraße und 1990 Mitglied der CDU Südliche Weinstraße.
Von 1997 bis 2006 war sie Landesvorstandsmitglied der CDU Rheinland-Pfalz. Von 2000 bis 2010 und von 2013 bis 2020 bekleidet sie das Amt der stellvertretenden Kreisvorsitzenden der CDU Südliche Weinstraße. Seit 2014 ist sie Mitglied im Bundesfachausschuss Umwelt und Landwirtschaft der CDU Deutschlands.

### Politische Ämter
Von 1994 bis 2019 war Schneider Mitglied im Stadtrat in Edenkoben. 1996 bis 2019 war sie Mitglied im rheinland-pfälzischen Landtag. Die Schwerpunkte ihrer politischen Arbeit bilden die Themenfelder Landwirtschaft, Weinbau, Umwelt- und Forstpolitik. Von 1999 bis 2025 war sie Mitglied im Kreistag Südliche Weinstraße.
Von 2001 bis 2006 war sie agrarpolitische Sprecherin der CDU-Landtagsfraktion und von 2006 bis 2011 Vorsitzende des Ausschusses für Landwirtschaft und Weinbau des Landtages Rheinland-Pfalz. 2011 bis 2016 war sie Vorsitzende des Ausschusses für Umwelt, Landwirtschaft, Ernährung, Weinbau und Forsten. 2016 bis 2019 war sie Mitglied im Ausschuss für Landwirtschaft und Weinbau sowie im Ausschuss für Umwelt, Energie, Ernährung und Forsten des rheinland-pfälzischen Landtages. 2016 bis 2019 war sie zudem stellvertretende Vorsitzende der CDU-Landtagsfraktion Rheinland-Pfalz.
2014 bis 2019 war Christine Schneider außerdem Mitglied im Bezirkstag der Pfalz.
Am 26. Mai 2019 wurde Christine Schneider als Spitzenkandidatin der CDU Rheinland-Pfalz bei der Europawahl 2019 ins Europäische Parlament gewählt. Schneider ist dort Mitglied in der CDU/CSU-Gruppe in der EVP-Fraktion im Europäischen Parlament. Im Oktober 2019 wurde sie in den Fraktionsvorstand gewählt.
Schneider ist ordentliches Mitglied im Ausschuss für Umweltfragen, öffentliche Gesundheit und Lebensmittelsicherheit (ENVI) sowie im Ausschuss für die Rechte der Frau und Gleichstellung der Geschlechter (FEMM). Außerdem ist sie stellvertretendes Mitglied im Ausschuss für Landwirtschaft und ländliche Entwicklung (AGRI).
Im September 2020 wurde sie außerdem stellvertretendes Mitglied im neu eingesetzten Untersuchungsausschuss zu Tiertransporten (ANIT).
Des Weiteren ist Schneider Mitglied in der Delegation für die Beziehungen zu Südafrika.
Christine Schneider ist seit 2024 Parlamentarische Geschäftsführerin der CDU/CSU-Gruppe im Europäischen Parlament.
Bei der Europawahl 2024 wurde sie erneut ins Europaparlament gewählt.

### Mitgliedschaften
Christine Schneider ist Mitglied der überparteilichen Europa-Union Deutschland, die sich für ein föderales Europa und den europäischen Einigungsprozess einsetzt.

### Sonstiges
1992/93 war Schneider Pfälzische Weinkönigin.